# Gadafaï
Gadafaï (ou Gadafeï) est une localité du Cameroun située au sud du lac Tchad dans le département du Logone-et-Chari et la Région de l'Extrême-Nord. Elle fait partie de la commune de Fotokol.

## Population
Lors du recensement de 2005, on y a dénombré 514 personnes.